# Гусятинська тополя
Гуся́тинська топо́ля — ботанічна пам'ятка природи місцевого значення в Україні. Розташована на території Чортківського району Тернопільської області, при південній околиці селища Гусятина. Гусятинське лісництво, кв. 58 в. 8, лісове урочище «Дача „Гусятин“».
Площа — 0,02 га. Статус отриманий у 1994 році.